# Сурудзін

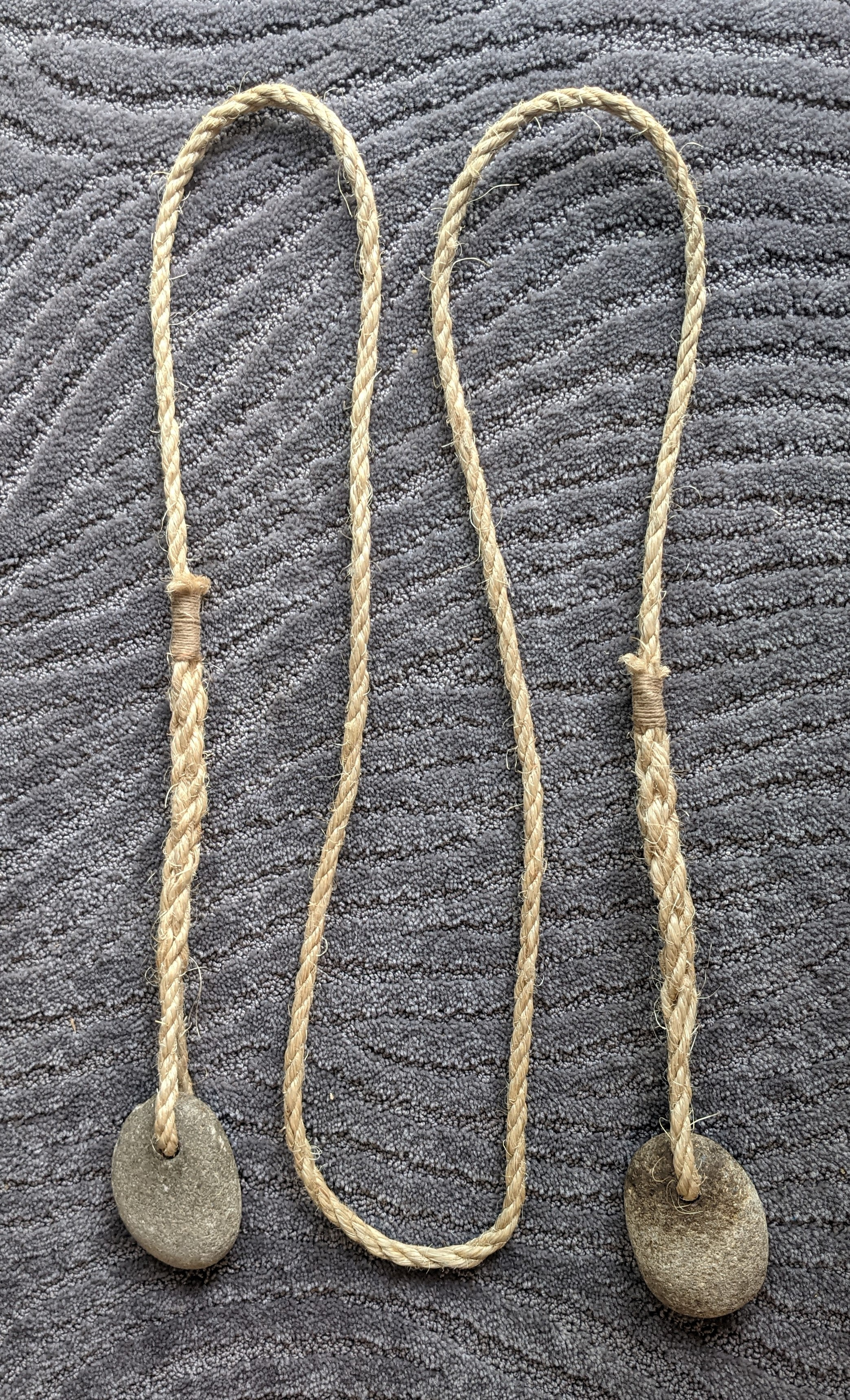

Сурудзін (яп. スルジン) — традиційна японська гнучка зброя, що використовувалася в бойових мистецтвах Окінави, зокрема в стилях Кобудо. Складається з довгого ланцюга або мотузки (зазвичай завдовжки від 2 до 3 метрів), на кінцях якої закріплені важкі металеві гирі.

## Історія
Сурудзін виник як селянська зброя на Окінаві, що дозволяла використовувати побутові предмети в бойових цілях. Зокрема, мотузки з прив’язаними каменями чи металевими предметами могли використовуватися для захисту без прямого порушення законів, які забороняли носіння зброї простолюду. Згодом сурудзін став частиною арсеналу Рюкю Кобудо — традиційного бойового мистецтва Окінави.

## Конструкція
Класичний сурудзін складається з:
- Мотузки або ланцюга — гнучкий елемент, що забезпечує маневреність;
- Металевих гир або вантажів на обох кінцях — використовуються для нанесення ударів, обертання або зв'язування зброї супротивника.

У деяких варіаціях один кінець ланцюга мав металевий наконечник, а інший — кільце для захоплення або противагу.

## Використання
Сурудзін застосовувався як для атаки, так і для захисту. Завдяки своїй гнучкості він дозволяв:
- наносити удари по тілу супротивника з відстані;
- обплутувати зброю чи частини тіла супротивника, виводячи їх з ладу;
- блокувати атаки інших видів зброї (наприклад, мечів чи палиць);
- несподівано змінювати напрямок атаки.

Вимагає високої точності, координації та швидкості, що робить його складною, але ефективною зброєю.

## Сучасне застосування
Сьогодні сурудзін вивчається у школах традиційного Окінава Кобудо разом з іншими видами зброї, як-от нунчаку, тонфа чи сай. Також використовується у показових виступах та демонстраціях майстерності.

## У культурі
Сурудзін з’являється у фільмах, аніме та відеоіграх, часто як зброя спритних або тіньових персонажів — ніндзя, розвідників або майстрів бойових мистецтв.